# Filip Jurišić
Filip Jurišić (Split, 14 de septiembre de 1992) es un deportista croata que compite en vela en la clase Laser.
Ganó una medalla de bronce en el Campeonato Mundial de Laser de 2022 y dos medallas de plata en el Campeonato Europeo de Laser, en los años 2021 y 2023.

## Palmarés internacional
| \| Campeonato Mundial \| Campeonato Mundial \| Campeonato Mundial \| Campeonato Mundial \| \| Año \| Lugar \| Medalla \| Clase \| \| ------------------ \| ------------------------ \| ------------------ \| ------------------ \| \| 2022 \| Puerto Vallarta (México) \| Medalla de bronce \| Laser \| \| Campeonato Europeo \| \| \| \| \| Año \| Lugar \| Medalla \| Clase \| \| 2021 \| Varna (Bulgaria) \| Medalla de plata \| Laser \| \| 2023 \| Andora (Italia) \| Medalla de plata \| Laser \| |                          |                   |       |
| Campeonato Mundial |                          |                   |       |
| Año | Lugar                    | Medalla           | Clase |
| 2022 | Puerto Vallarta (México) | Medalla de bronce | Laser |
| Campeonato Europeo |                          |                   |       |
| Año | Lugar                    | Medalla           | Clase |
| 2021 | Varna (Bulgaria)         | Medalla de plata  | Laser |
| 2023 | Andora (Italia)          | Medalla de plata  | Laser |